# 钱通
《钱通》，明朝胡我琨撰，共三十二卷。明朝经济学书籍。
卷一，卷二论述明朝钱法沿革，其余各卷，其余各卷按资料性质分为十三门，即原、制、象、用、才、行、操、节、分、异、弊、文、闰。每一门又分若干目。第三门属于钱币学范围，共三卷，分正品、杂品和奇品。